# Ciaron Pilbeam
Ciaron Pilbeam es un ingeniero británico de Fórmula 1. Actualmente es el ingeniero jefe de carrera en el equipo Alpine.

## Carrera
Pilbeam comenzó en British American Racing trabajando en Dinámica de Vehículos. Un año más tarde, trabajó en estrecha colaboración con Jock Clear como ingeniero asistente de carrera del campeón de la temporada 1997 de Fórmula 1, Jacques Villeneuve. Pilbeam continuó trabajando con BAR como ingeniero de carrera de Takuma Satō antes de pasar a Red Bull Racing en 2006 con Christian Klien. En 2007, Pilbeam asumió el cargo de ingeniero de carrera de Mark Webber, cargo que mantuvo durante seis años. Ayudó a ganar nueve carreras al australiano y contribuyó a tres títulos de Campeonato de Constructores. Luego se unió a Lotus F1 Team como ingeniero jefe de carrera en 2013 y luego se unió a McLaren al año siguiente en un puesto idéntico. Para 2017, Pilbeam regresó a Enstone como ingeniero jefe de carrera, trabajando en estrecha colaboración con el director deportivo Alan Permane y el equipo de ingeniería.